# Conoblemmus privatus
Conoblemmus privatus är en insektsart som först beskrevs av Leo L. Mishchenko 1947.  Conoblemmus privatus ingår i släktet Conoblemmus och familjen syrsor. Inga underarter finns listade i Catalogue of Life.